# Sitio de Bilbao (1836)
Se denomina segundo sitio de Bilbao (también conocido como sitio de Bilbao de 1836 o simplemente sitio de Bilbao) al conjunto de operaciones militares que se desarrollaron en torno a la ciudad de Bilbao entre el 23 de octubre y el 24 de diciembre de 1836, como parte de la estrategia del Ejército carlista por intentar conquistar la ciudad por segunda vez (pues ya lo había intentado el año anterior). Durante los enfrentamientos, las tropas isabelinas defendieron la ciudad frente al intento carlista de ocuparla, convencidos estos de la extrema necesidad de ocupar la capital vizcaína. Después de varios meses de sitio, y en medio de fuertes combates, el segundo intento carlista (y el último durante esta guerra) por conquistar Bilbao acabó en nuevo fracaso.

## Antecedentes

### El sitio de 1835
La necesidad de los carlistas de ocupar una ciudad importante durante la guerra se debía a fin de incrementar su prestigio internacional, debilitar la moral de enemigo y aumentar la propia. El general Tomás de Zumalacárregui era contrario a este plan, y además pretendía ocupar Vitoria, plaza que le parecía más accesible. No obstante, Zumalacárregui obedeció e inició las operaciones militares el 10 de junio de 1835 rodeando la ciudad y dando comienzo el sitio a la ciudad. Durante las operaciones militares, Zumalacárregui recibió un disparo en la pierna que, días más tarde, le causó la muerte. Muerto Zumalacárregui, Espartero y Luis Fernández de Córdova junto a otros jefes y oficiales decidieron el día 30 acudir en auxilio de la ciudad, levantando el cerco el día siguiente sin mayores enfrentamientos. El primer intento carlista por conquistar la gran ciudad vizcaína se saldaba en un fracaso.

### Situación militar de los carlistas
El Estado carlista presentaba a principios del año 1836 «...una insuficiencia económica que amenazaba su propia supervivencia». Juan Bautista Erro, al frente del Ministerio Universal (nombre por el que se conocía al Ministerio de Asuntos Exteriores del Gobierno en la zona carlista), decidió negociar créditos por valor de un millón de reales en Londres. Ignacio Lardizábal estaba encargado de la negociación, pero no logró obtenerlos al no poder ofrecer suficientes garantías. «En esta situación la posesión de una plaza como Bilbao podría constituir el aval necesario para garantizar los empréstitos e inversiones extranjeras». Por lo que, reunidos en Durango el pretendiente con los ministros y altos cargos militares, decidieron el 14 de octubre de 1836 poner sitio a Bilbao. Sería el segundo que sufriría esta ciudad durante la primera guerra carlista, evocando una segunda tentativa tras el fracaso del año anterior. A pesar de este fracaso, la situación seguía siendo la misma y, si los carlistas querían lograr alguna acción militar decisiva, era fundamental hacerse con el control de las ciudades, especialmente las capitales vascongadas.

## Operaciones militares

### El sitio
Nazario Eguía, general en jefe del ejército carlista, dio el mando de todas las operaciones de sitio al general Bruno Villarreal, mientras Eguía se encargaría de la defensa de la retaguardia carlista para evitar la llegada de los refuerzos isabelinos. Los días 18 y 19 de octubre, un
ingeniero francés al servicio de los carlistas reconoció la plaza de Bilbao, tras lo cual estos comenzaron a trasladar su artillería a diversas alturas que dominan la ciudad, levantando fortines, parapetos y cavando trincheras. Su fuerza estaba compuesta por 17 cañones de grueso calibre, dos morteros, 600 carros de proyectiles huecos y balas rasas, así como 150 de municiones y pertrechos, destinando 15 batallones de infantería para el asalto.
El 23 de octubre, cinco batallones y varias compañías más inician las operaciones, aunque la ciudad no queda totalmente sitiada hasta el 2 de noviembre. No obstante, el traslado que realizaban los carlistas de prácticamente toda su artillería hacia Vizcaya desde el territorio vasco-navarro que dominaban, evidenciaba sus intenciones de sitiar Bilbao, lo que no pasó desapercibido al mando isabelino, por lo que Baldomero Espartero, jefe del ejército del Norte isabelino, había marchado con sus tropas situadas en la frontera sur del Ebro hacia el norte, hallándose en el momento iniciarse el bombardeo de Bilbao en la localidad de Villarcayo, a 60 kilómetros al oeste. Ya dos días antes había enviado parte de su tropa a Santander para que desde allí se dirigiese por mar a Portugalete, localidad situada en la orilla izquierda de la ría del Nervión, a unos 10 kilómetros al norte de Bilbao, y que desembarcó allí el día 26. Las operaciones se desarrollaron con las mismas tácticas que en 1835 y la dirección general de todas las tropas carlistas en Vizcaya la ejerció el general Eguía, que consiguió cerrar el puerto de Bilbao estableciendo un puente de barcas. Mientras tanto, el general Villarreal continuaba intensificando la presión sobre la ciudad. Pero a pesar de eso, la villa no pareció ceder en ningún momento y durante dos meses permaneció sitiada y con una grave falta de alimentos, lo que obligó a los habitantes a buscar la huida a través de la Ría o de poblaciones como Burceña.
No obstante, durante los nueve días iniciales en el que se desarrollaron las maniobras de cerco, los ejércitos isabelinos suministraron material de combate a las fuerzas acantonadas en Bilbao a través del mar, desde Portugalete, con el apoyo de la Legión Auxiliar Británica. La ocupación de Portugalete le era necesaria a Espartero para realizar la campaña de auxilio a la ciudad sitiada, ya que en ese lugar establecería sus cuarteles, depósitos de armas, municiones y víveres, así como hospitales de sangre. Pero Espartero tenía mal aprovisionada su tropa en Villarcayo, él mismo se encontraba enfermo y antes tuvo que aniquilar a las guerrillas carlistas que operaban en la provincia de Burgos y entorpecían el tránsito de los suministros que tenía que recibir. Por todo ello, no pudo iniciar su marcha hasta mediados de noviembre, llegando a Portugalete el día 25 con sus 14 000 soldados.

### La llegada de Espartero

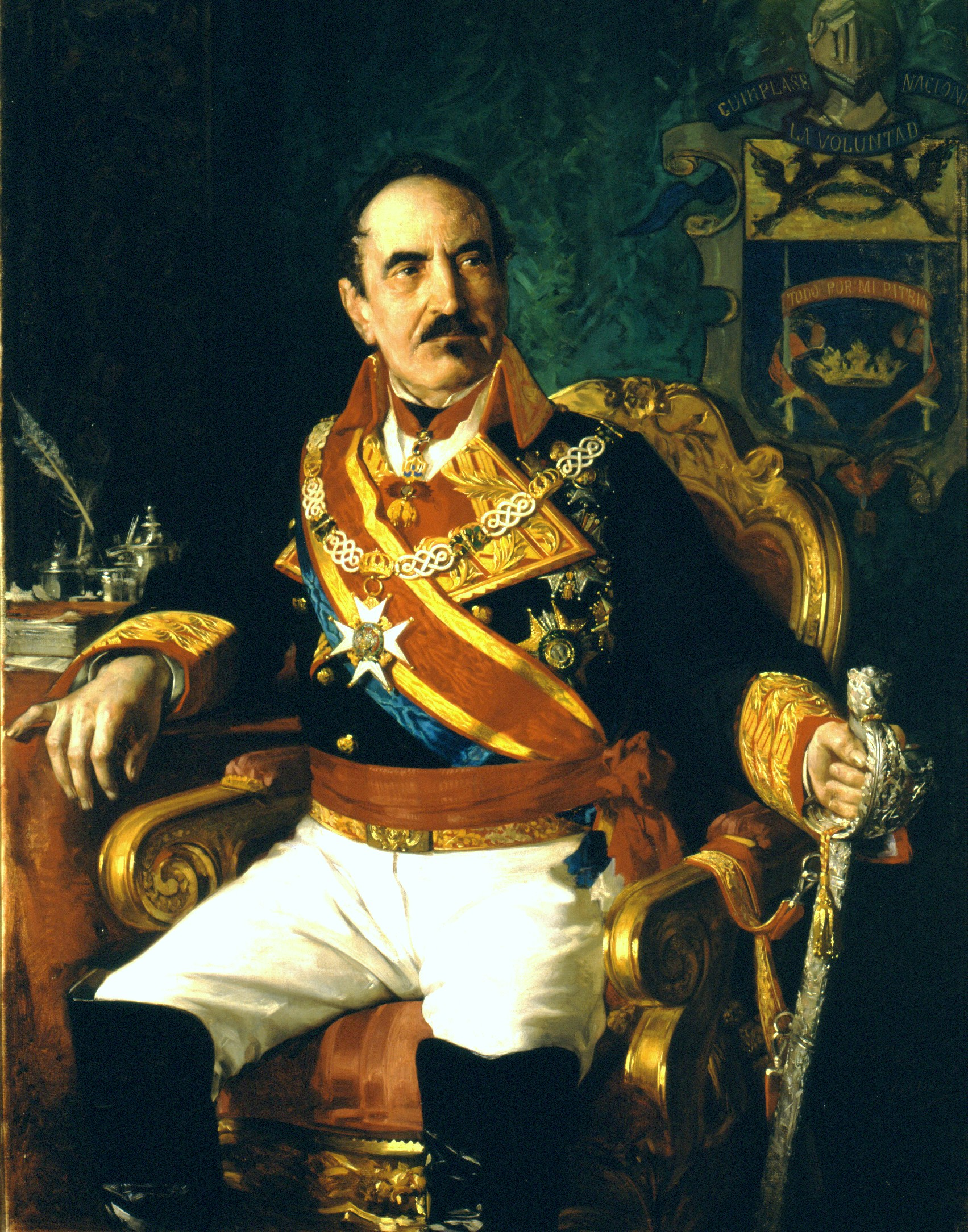
Baldomero Espartero por José Casado de Alisal.

El 27 de noviembre, Espartero comenzó su avance hacia Bilbao por la orilla izquierda del río Nervión pero fue rechazado con gran pérdida de efectivos, dado que las posiciones carlistas que se le interponían estaban muy bien fortificadas y defendidas con gran valor. El fracaso le hizo ver la dificultad de avanzar y romper el cerco por esta orilla, decidiéndose a realizarlo por la opuesta.
Tras consultar con los jefes de la marina española y la de los dos buques de la Marina Real Británica fondeados en la ría, Espartero se dispuso a construir un puente sobre el río Nervión a la altura de Portugalete, fuera del alcance de la artillería enemiga aunque expuesto por su cercanía a la desembocadura al mar a sufrir la fuerza del oleaje. El puente se construyó «...colocando en línea abarloados 32 lugres, goletas y bergantines que se hallaban en la ría, perfectamente amarrados en la larga extensión de 680 pies, y con sus planchas de cuarteles de unos a otros...» El día 30 ya se hallaba en la orilla derecha gran parte de su ejército, enviando a los defensores de Bilbao con el telégrafo óptico un mensaje que decía: «El ejército del Norte estará hoy entre Algorta y Aspe o alto frente de Portugalete y se dirige por el este a Asúa, y mañana por Archanda a Bilbao».

### La batalla de Luchana
El 1 de diciembre llegaron los isabelinos, formados en tres columnas paralelas, al primer barranco a la altura del puente de Gobelas pero éste había sido cortado, por lo que tuvieron que vadear el riachuelo muy crecido y bajo el fuego de la fusilería carlista. En tanto se realizaban estas disposiciones, arreció el temporal el 5 de diciembre y destrozó el puente que les unía a Portugalete, el cual era la única comunicación con la orilla izquierda desde donde tenían que recibir los víveres y las municiones y poder evacuar sus heridos. Ante ello, renunció Espartero a intentar forzar el paso por Luchana, retiró inmediatamente en barcazas la artillería a la orilla izquierda del Nervión, dando comienzo a la construcción de un nuevo puente para reemplazar al destruido, más al sur y más protegido de los embates del mar pero ahora también bajo el alcance de la artillería de los tres fortines carlistas. El 7 de diciembre por la tarde quedó terminada la nueva obra, comenzando a retirarse a la orilla izquierda las tropas isabelinas pero mientras lo cruzaban, el temporal volvió a partirlo en dos, debiéndose realizar el paso de la fuerza restante empleando lanchas.
El 12 de diciembre Espartero inició la marcha hacia Bilbao por la orilla izquierda pero los temporales habían convertido los caminos en barrizales, quedando atascada la artillería pesada que necesitaba para batir las trincheras enemigas. El mal tiempo y la resistencia de los carlistas obligaron a los isabelinos a desistir nuevamente de su ataque, retirándose el 15 de diciembre, por tercera vez, a Portugalete. El día 17 llegó a Portugalete un refuerzo de tropas y una importante provisión de víveres, dinero y municiones, tras lo cual Espartero se decidió a forzar nuevamente el paso por la orilla derecha. Se comenzó con la construcción de un nuevo puente, facilitando los comandantes de los buques británicos balsas para realizar previamente el paso de la artillería y parte de la caballería a la orilla derecha durante la noche del día 19 y el amanecer del 20, mientras aquel se estaba terminando. Al anochecer, los isabelinos habían emplazado sus piezas de artillería sobre el Asúa, el puente sobre el Nervión quedó concluido y al amanecer el 22 de diciembre comenzó a pasar a la orilla derecha el grueso de la infantería isabelina y la restante caballería. Los Carlistas, por su parte, eran conscientes de la cercanía de los isabelinos aún a pesar de los repetidos fracasos de estos en el intento por romper el sitio, y por ello decidieron intensificar la presión sobre la villa vizcaína. La situación de la ciudad se había hecho ya preocupante, y sus autoridades se sentían abandonadas, más aún por la presencia del Ejército de Espartero incapaz por lograr romper el dispositivo carlista.
El 24 de diciembre era el día previsto para realizar el ataque definitivo. Espartero se encontraba enfermo, debiendo ceder el mando a su jefe de plana mayor, el general Marcelino Oráa. Las baterías sobre el Azúa y las emplazadas frente a Luchana en la orilla izquierda del Nervión no cesaron de batir las posiciones carlistas. Hacia las cuatro de la tarde embarcaron en la orilla izquierda ocho compañías de cazadores. Los cazadores isabelinos desembarcados consiguieron finalmente desalojar de Luchana a los carlistas, y se logró tender junto al puente derruido uno provisional. Pero la defensa carlista frenó sus sucesivos ataques y, una vez más, se deshizo el puente de barcas sobre el Nervión, se hizo crítica su situación.

### El fin del Sitio

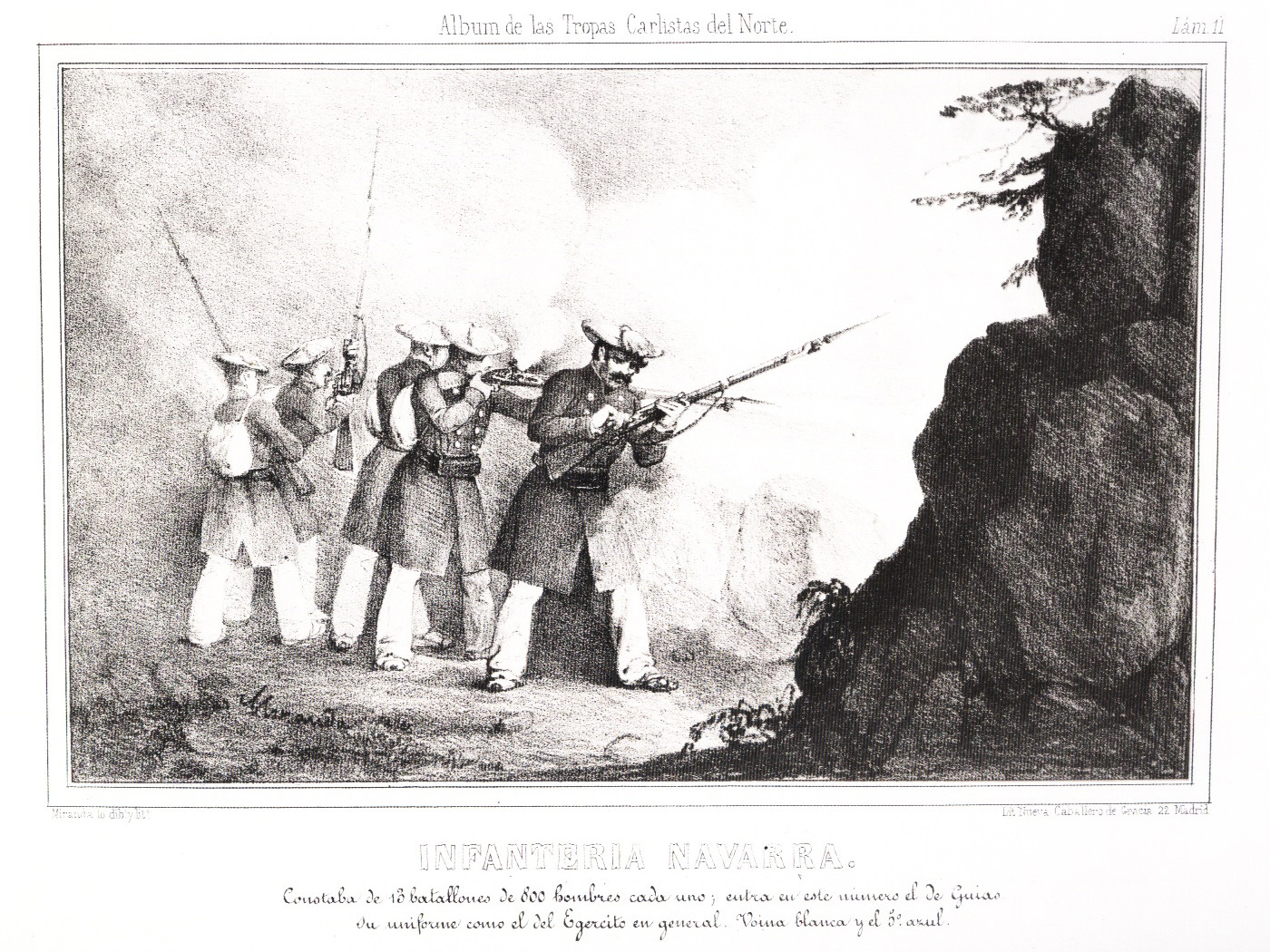
Infantería carlista. Grabado de 1846

A medianoche Espartero fue informado de la situación y, aún sin estar recuperado, recuperó el mando y volvió al campo de batalla. Cuando entre los soldados isabelinos se corrió la voz de que su general se hallaba entre ellos, les hizo retomar con fuerza los ataques y hacia las 04:00 h. del 25 de diciembre, cuando el temporal empezó a cesar su crudeza, consiguieron apoderarse del fuerte de Banderas, último que conservaban los carlistas (los cuales iniciaron la retirada total de la zona), quedando para las tropas isabelinas libre el paso a Bilbao. Efectivamente, las tropas isabelinas entraron en Bilbao el mismo día 25 de diciembre, recibidas con gran júbilo por los defensores de la ciudad.

## Consecuencias

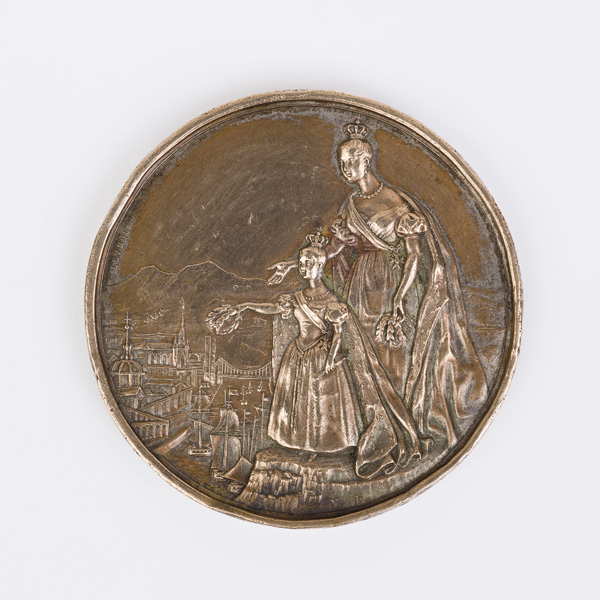
Medalla conmemorativa

Como sucedió en el primer sitio, la superioridad carlista en artillería era mayor que la de los defensores, pero las defensas de Bilbao habían aumentado aún más desde el año anterior y la guarnición de la ciudad también se había reforzado. Pero su superioridad no evitó que los liberales tuvieran 250 muertos y más de 2000 heridos. En el bando carlista, las consecuencias fueron aún peores: además de las importantes bajas habidas en el sitio de la ciudad y la lucha con las tropas de Baldomero Espartero, el fracaso de una segunda tentativa tuvo un efecto demoledor sobre la moral carlista, que por aquellos tiempos se hallaba ya mermada ante el devenir de la guerra para los partidarios de don Carlos. Entre los sitiadores carlistas «la confusión no tenía límites, las fuerzas vagaban dispersas por el país y a tan lamentable desorden se añadió la de perderse la fuerza moral entre los soldados carlistas... y un rumor de traición circuló entre los que habían creído seguro el triunfo.» La retirada fue desastre, porque las lluvias habían convertido los caminos en un barrizal impracticable, y a consecuencia de esto quedaron abandonados 26 cañones de artillería pesada, además de un gran número de suministros, municiones, etc. José Manuel de Arízaga, auditor general del ejército carlista, dice que la defensa carlista no fue lo suficientemente recia debido a que aquellos días «la mayor parte de nuestras tropas recibieron orden de acantonarse en los pueblos a retaguardia de Bilbao y muy poca fuerza quedaba cubriendo el servicio de la línea que no se consideró pudiera ser atacada.» Para más inri, la nueva derrota convenció a algunos militares carlistas (como el general Maroto) de la imposibilidad de ganar la guerra contra los liberales y, por tanto, se imponía algún tipo de acuerdo con ellos.
Por otra parte, Bilbao se convirtió en un auténtico símbolo de los liberales vascos, auténtico orgullo y emblema de la invicta resistencia liberal frente a los carlistas. La noticia de la batalla y de la liberación no llegó a Vitoria hasta el 29 de diciembre, pero desde allí se propagó velozmente por toda España, dando motivo a que estos hechos fuesen celebrados hasta en los lugares más apartados del país y numerosas localidades dieron nombre de «Luchana» a una de sus calles o plazas. En el bando isabelino, en aquel año se habían producido numerosos motines entre las tropas que combatían en el frente Norte ante la carencia de alimentos, los retrasos en la paga y un malestar general ante el estancamiento de la guerra. En el plano político, se había producido el motín de La Granja de San Ildefonso, en la que algunos sectores del Ejército isabelino obligaron a la regente María Cristina a la reinstauración de la Constitución de 1812, lo que había provocado la escisión de algunos militares isabelinos poco identificados con los principios de 1812. A finales de 1836 el ambiente en la España isabelina no era muy bueno, pero esta victoria reforzó extraordinariamente la moral entre el Ejército isabelino y dio un nuevo impulso al estado liberal. Y en lo que se refiere a Espartero, esta victoria fue su impulso decisivo a su posterior carrera política.